# Renault Frégate
Renault Frégate — французский автомобиль среднего класса с кузовом «седан», выпускавшийся с 1951 по 1960 год. Также с 1956 по 1968 год производились модификации с кузовом «универсал», имевшие собственные обозначения — Renault Domaine и Renault Manoir.

## История создания
Frégate был создан в первые послевоенные годы в расчёте на покупателей из среднего класса. Изначально предполагалось, что это будет заднемоторный автомобиль, вроде увеличенного в размерах Renault 4CV. Работы над заднемоторным прототипом, получившим внутреннее обозначение Project 108 и внешне напоминавшим чешский Tatraplan, велись вплоть до 1949 года, когда корпоративным менеджментом внезапно было принято решение о переходе на «классическую» компоновку, повлекшее за собой производившееся «в авральном порядке» полное перепроектирование автомобиля.

## Производство
Официальная премьера «Фрегата» прошла на Парижском автосалоне 1950 года, хотя серийное производство началось лишь в ноябре 1951.
Начиная с 1953 модельного года стали предлагаться два варианта комплектации — более бюджетный Frégate Affaires, стоивший 799 300 франков, и Frégate Amiral за 899 000, соответствующий прежнему обычному Frégate». Покупатель Affaires экономил почти 100 000 франков за счёт упрощённой отделки салона и панели приборов, отсутствия «клыков» на бамперах, противотуманных фар и части блестящей декоративной отделки, а также омывателя лобового стекла. Тем не менее, автомобиль всё ещё был крайне дорогим по меркам послевоенной Франции, и его продажи оставались на очень невысоком уровне: в 1953 году было продано лишь 25 000 экземпляров, причём большая часть из них была в более дорогой комплектации.

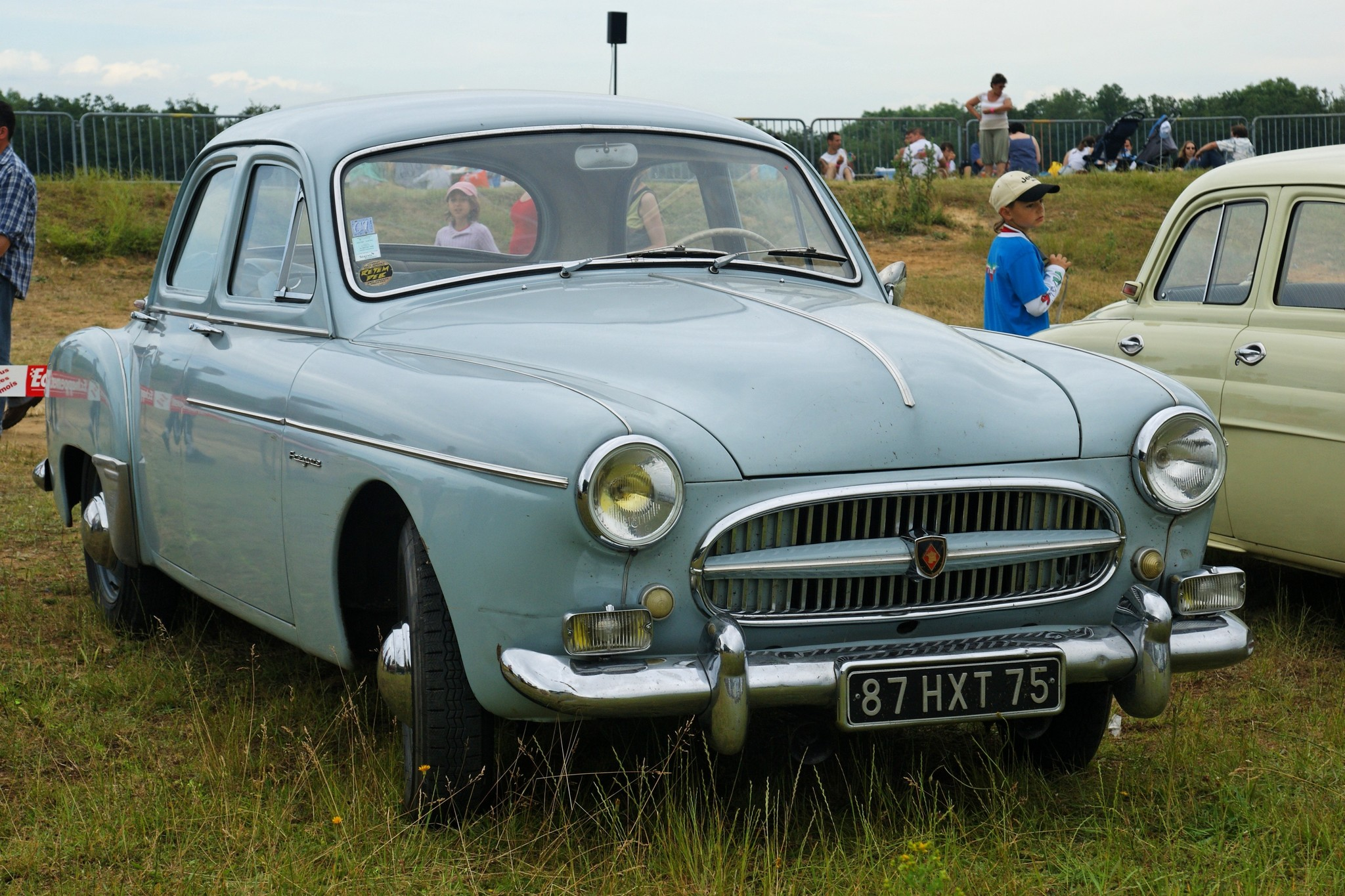
Frégate модели 1955 года.

В 1955 году появилась новое оформление передка автомобиля: место трёх горизонтальных полос с хромировкой занял окрашенный под цвет кузова массивный горизонтальный брус, помещённый на фоне частокола из расположенных вертикально тонких хромированных прутиков.
С 1956 году на автомобиль стал устанавливаться новый 2141-кубовый двигатель Etendard, развивавший 77 л.с., появилась комплектация Grand Pavois с улучшенной отделкой. В 1957 году в списке дополнительного оборудования появилась полуавтоматическая коробка передач Transfluide с гидромуфтой. Также за дополнительные деньги можно было заказать форсированный до 80 л.с. за счёт увеличения степени сжатия с 7 до 7,5 вариант мотора.

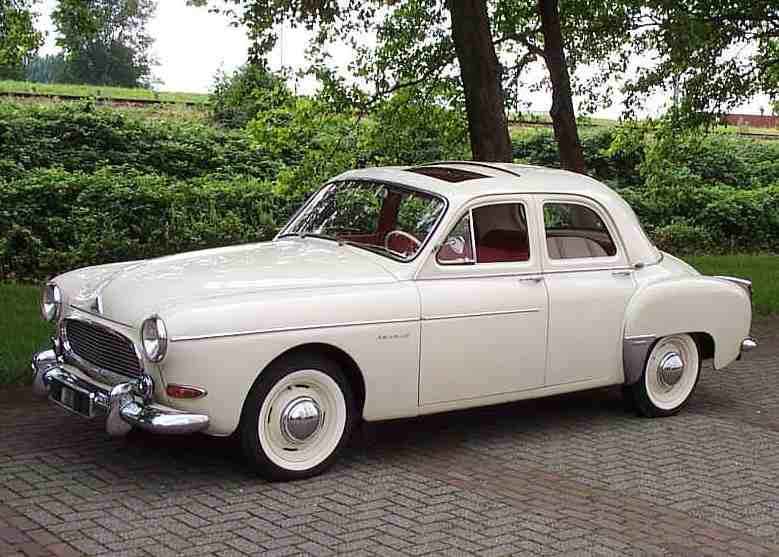
Frégate модели 1958 года.

На модели 1958 года облицовка передка вновь изменилась — горизонтальный брус был убран, уступив место решётке из мелких горизонтальных полос. В таком виде автомобиль выпускался до самого окончания производства 18 апреля 1960 года. Всего было выпущено 163 383 автомобиля этой модели.

## Продажи
В целом продажи Frégate на протяжении всего выпуска оставались разочаровывающе низкими — не более 40 000 даже в лучшие годы. Citroën даже с устаревшей моделью Traction Avant существенно обгонял «Рено» по продажам в этом классе во Франции, не говоря уже о доминировавшем в нём появившемся в 1956 году Citroën DS.
Помимо чисто-технических недостатков автомобиля, вроде низкого качества сборки в первые годы и недостаточно мощных силовых агрегатов, в такой ситуации был отчасти повинен специфический имидж фирмы Renault, национализированной сразу после окончания войны: в раздираемой социальными противоречиями Франции пятидесятых годов, с её активным левым движением, для покупателей из потенциально могущих позволить себе Frégate кругов финансовой и промышленной буржуазии (фр. haute-bourgoisie) приобретать продукцию принадлежащего государству Renault было не слишком комфортно с психологической точки зрения, вследствие чего они предпочитали машины, выпущенные частными Citroën или Peugeot. Для остального же населения он просто был недоступно дорог.
Хотя принадлежавший государству «Рено» формально должен был бы стать основным поставщиком машин для президентского гаража Пятой Республики, Шарль де Голль предпочитал Citroën DS с уникальными кузовами от ателье Chapron, в результате чего Renault Frégate в специальном «президентском» варианте Présidentielle так и остался в единственном экземпляре.
Так как производство собственной модели такого класса оказалось нерентабельным для Renault, место Frégate в модельном ряду фирмы с 22 ноября 1961 года заняла импортируемая из США в виде CKD и собиравшаяся во Франции под названием Rambler Renault американская модель AMC Rambler Classic, которая, будучи у себя на родине небольшим бюджетным автомобилем для экономных покупателей, в Европе считалась исключительно роскошной.

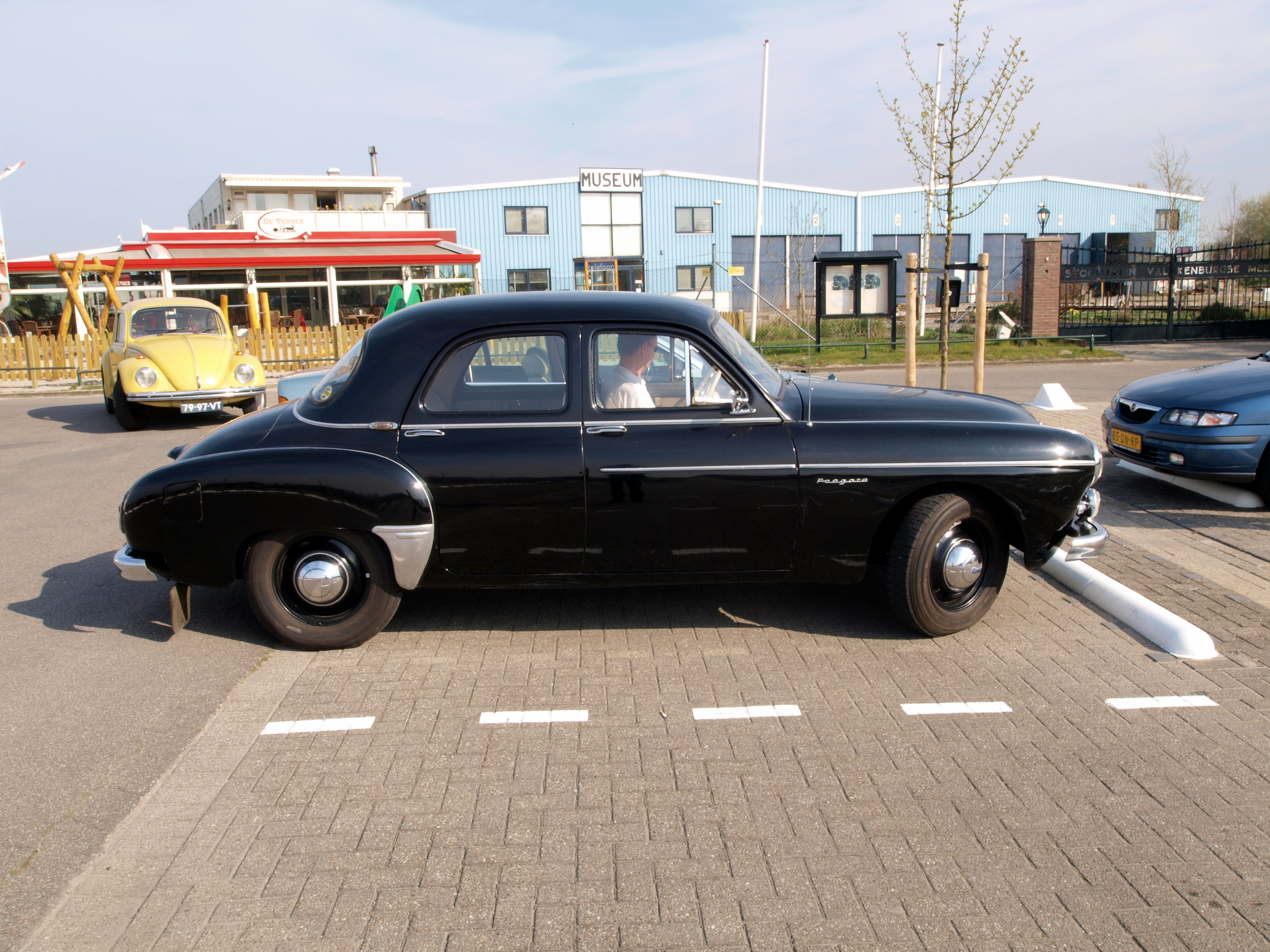
Вид сбоку
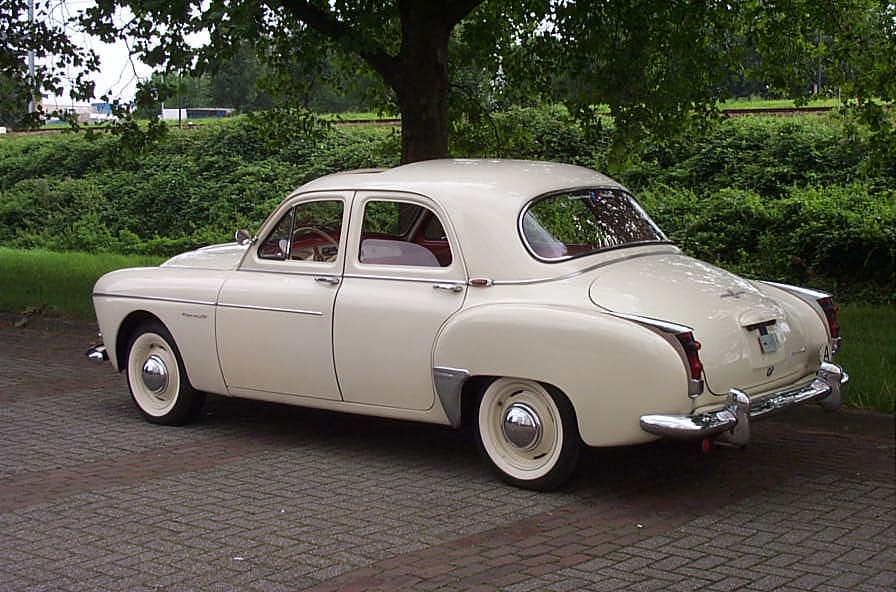
Вид сзади.
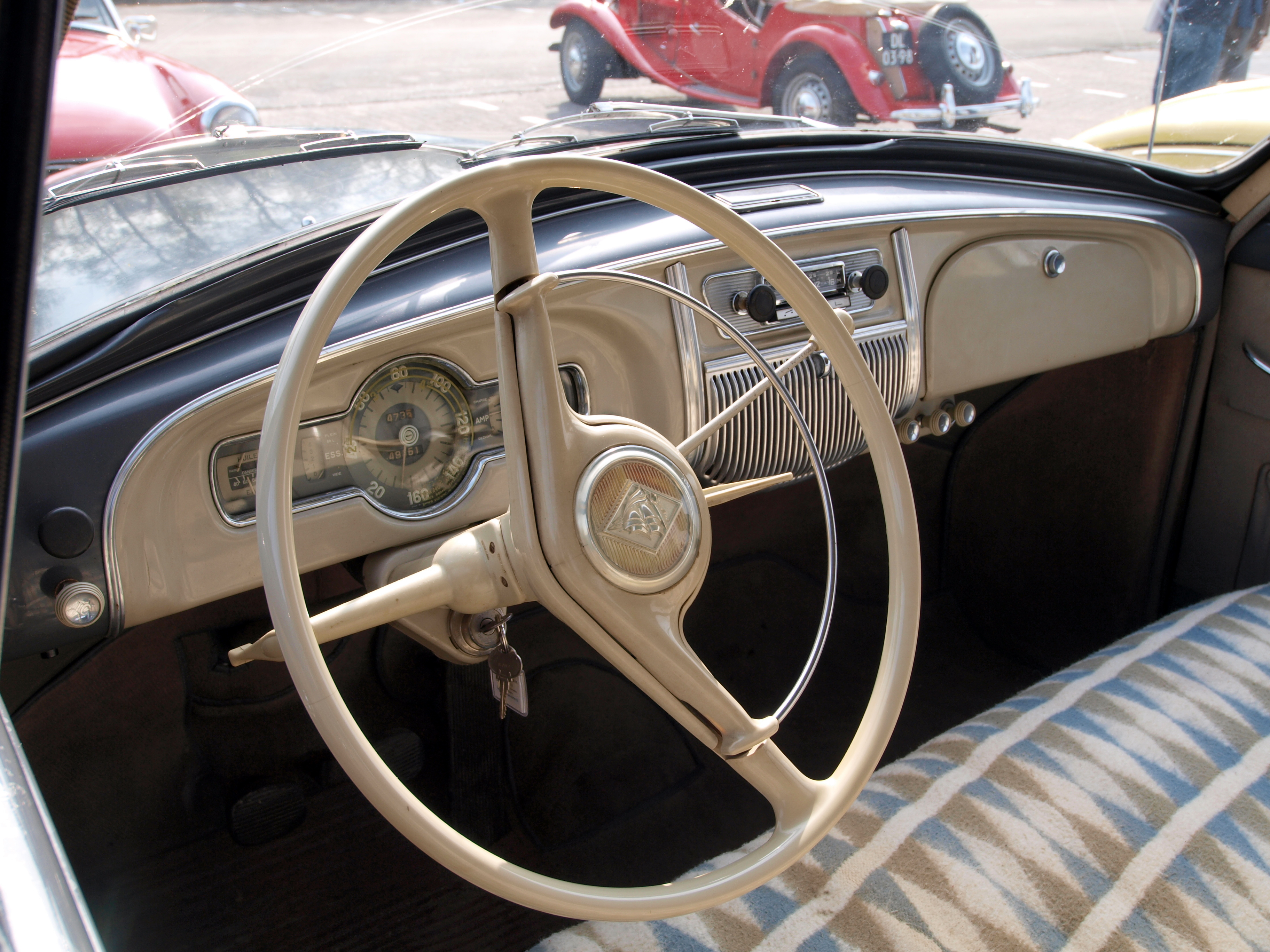
Салон.
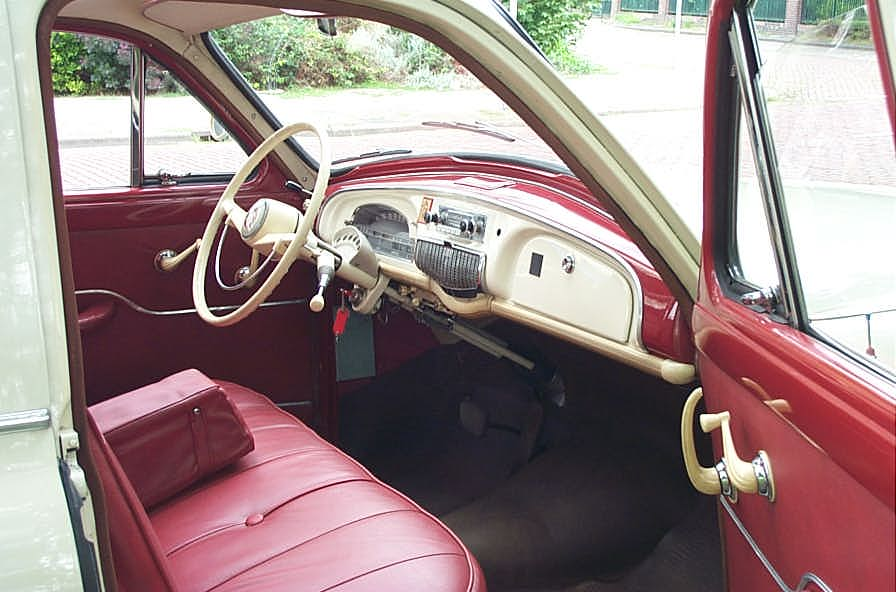
Более поздний вариант, установлена КПП Transfluide.
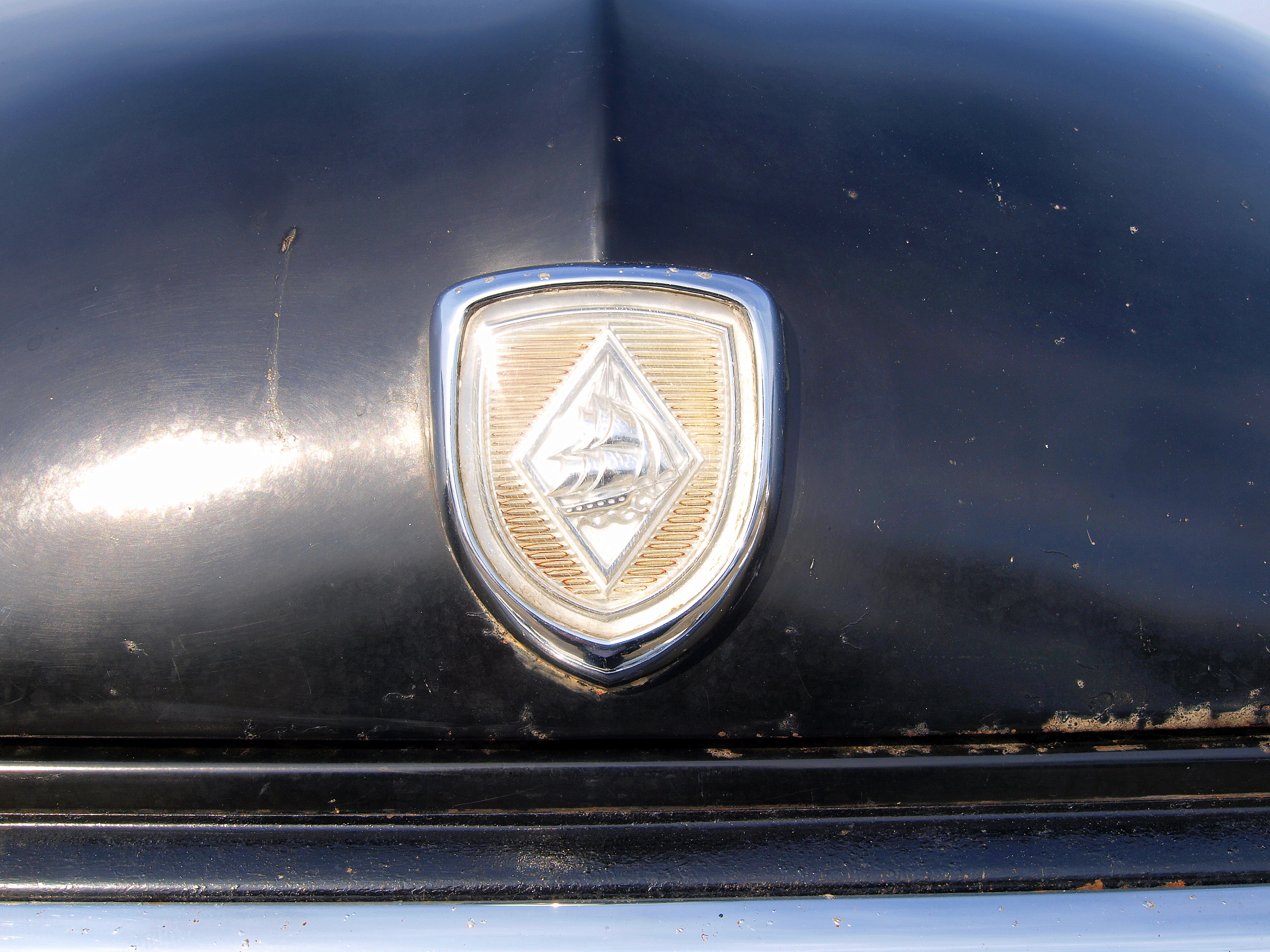
Эмблема.
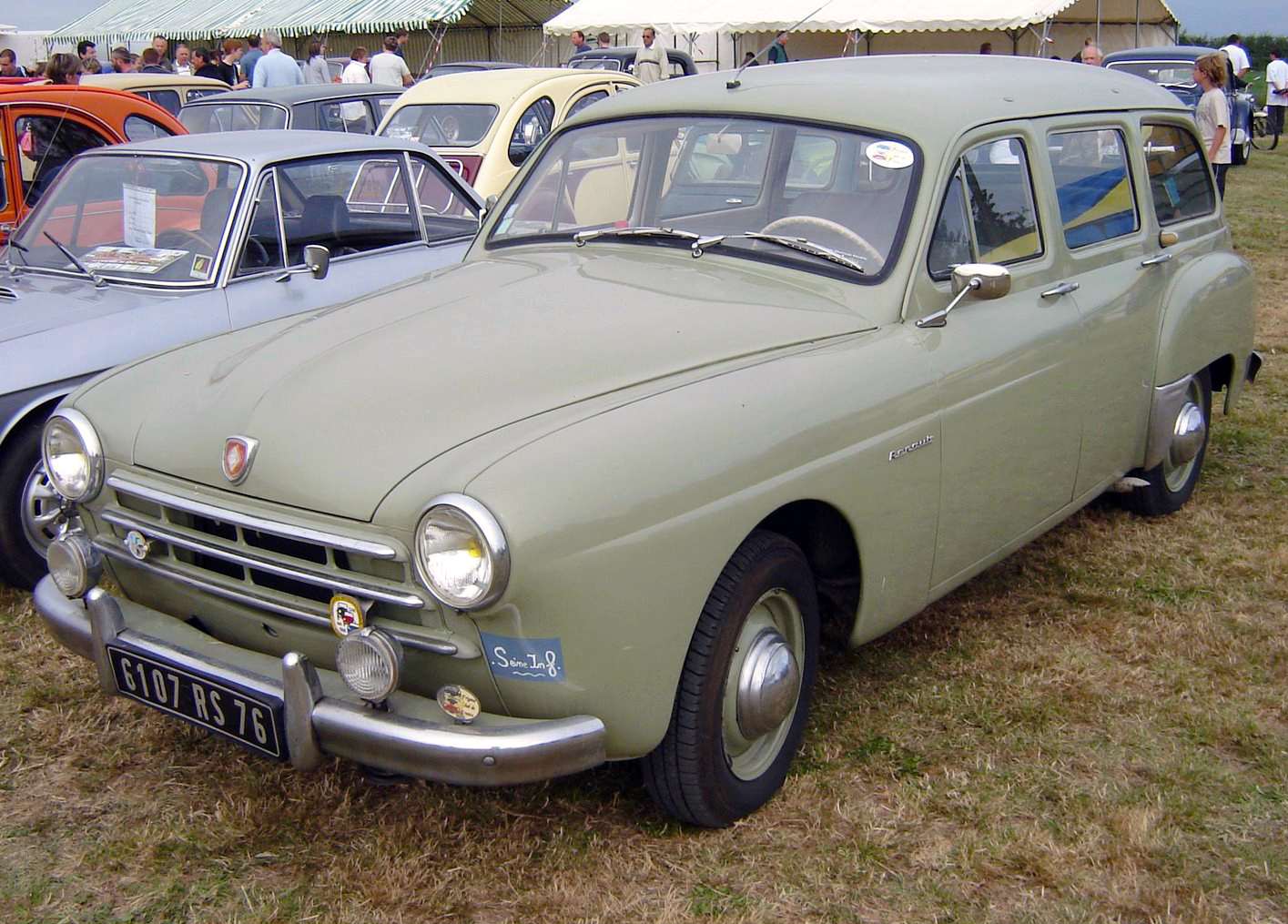
Универсал Renault Domaine.
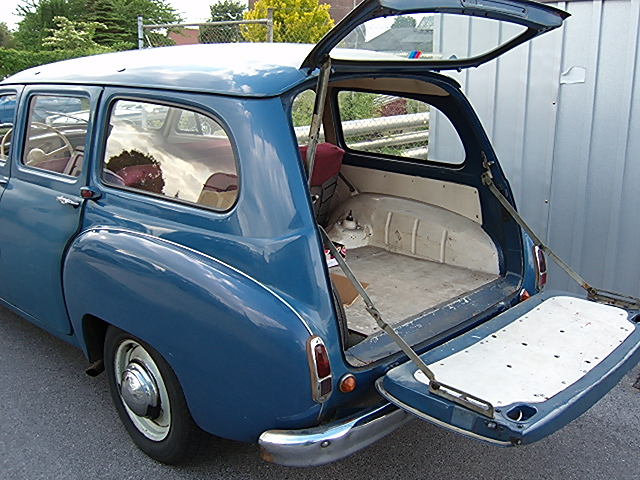
Двустворчатая задняя дверь.
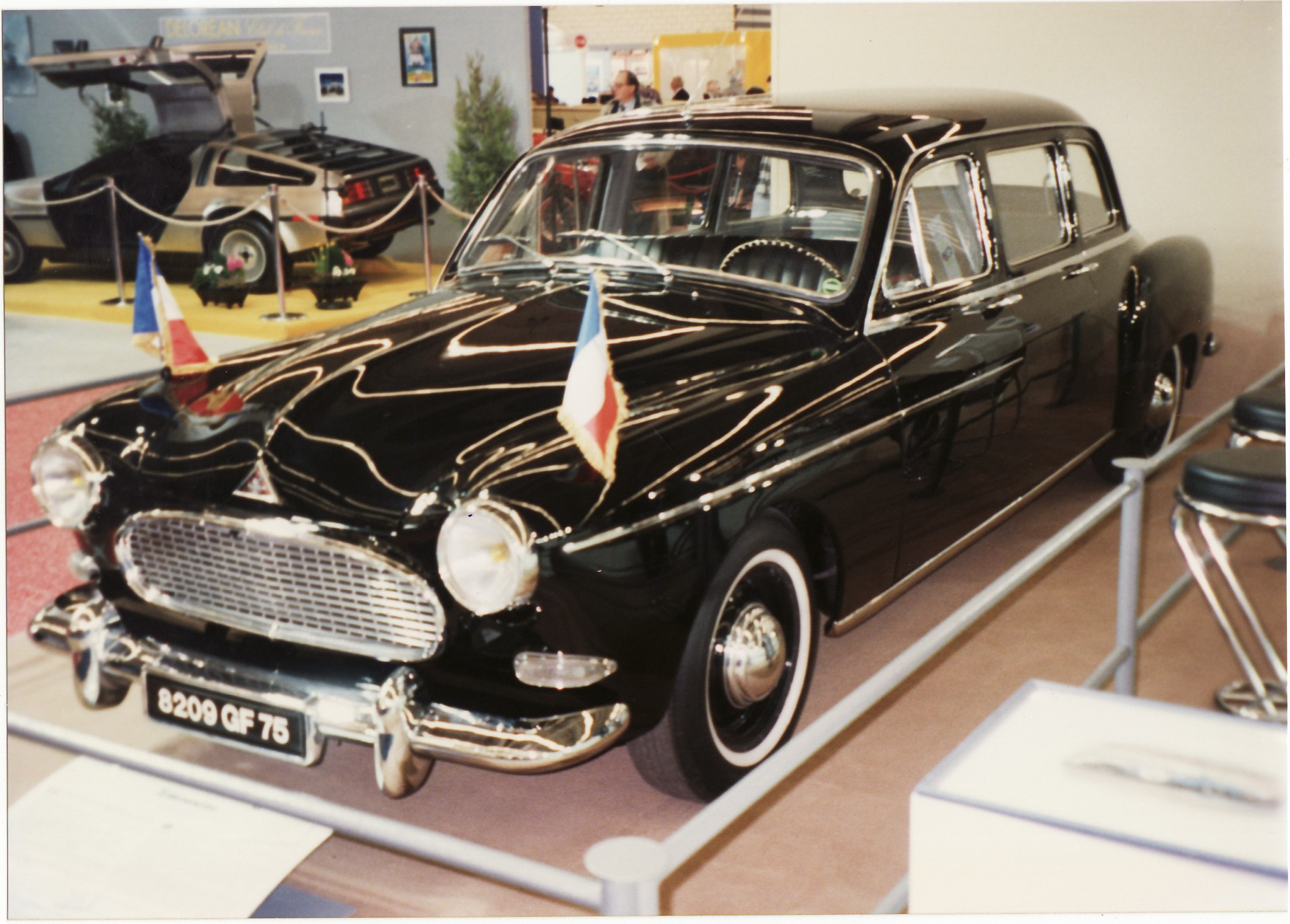
Президентский лимузин Présidentielle.